# Unga Sophie Bell
Unga Sophie Bell är en svensk dramafilm i regi av Amanda Adolfsson. Filmen hade premiär på Stockholms filmfestival den 12 november 2014  med biopremiär den 23 januari 2015. I rollen som Sophie Bell ses Félice Jankell och i rollen som Alice Hedda Stiernstedt.

## Handling
Sophie och Alice har tagit studenten. De tänker flytta till Berlin, men planerna ändras när Alice försvinner under oklara omständigheter.

## Rollista
- Félice Jankell – Sophie
- Hedda Stiernstedt – Alice
- Pheline Roggan – Simone
- Claes Bang – Klaus
- Iggy Malmborg – John
- Jella Haase – Lisa
- Murat Dikenci – Abdi
- Ahnna Rasch – Rita
- Anna-Sara Kennedy – Susanne
- Lotten Roos – kvinnlig polis
- Marcus Vögeli – Ivan
- Mladen Puric – Goran
- Julius Fleischanderl – Arvid
- Evamaria Björk – Eva
- Oskar Stenström – skolfotograf
- Mattias Thernström Florin – kille i klass

## Om filmen
Unga Sophie Bell är Adolfssons långfilmsdebut och tilldelades Stockholms filmfestivals långfilmsstipendium 2012. Filmens manus skrevs av Adolfsson och Josefin Johansson. Filmen producerades av Gila Bergqvist Ulfung och Anna Knochenhauer för Breidablick Film Produktion AB  i samproduktion med Film i Skåne, Stiftelsen Ystad-Österlen Filmfond, Telia, Sveriges Television, Dagsljus och Europa Sound & Vision med stöd av Svenska Filminstitutet, konsulent Magdalena Jangard. Den fotades av Petrus Sjövik och spelades in i Skåne och Berlin.